# Удджайн
Удджа́йн (хинди उज्जैन) — город на западе индийского штата Мадхья-Прадеш, у истоков реки Чамбал. Один из семи священных городов индуизма, где каждые 12 лет при огромном стечении народа проходит ритуал Кумбха Мела. Население 430 000 жителей (2001).

## История
Удджайн — один из древнейших городов Индии. В «Махабхарате» упоминается царство Аванти, столицей которого назван Удджайн. При объединении Индии в империю Маурьев правитель Ашока избрал его своей столицей.
В «Перипле Эритрейского моря» (конец I в. н. э.) и в «Географии» Клавдия Птолемея (II в. н. э.) Удджайн назван Озеной — тогда здесь находилась резиденция Западных Кшатрапов.
В IV—VI веках в Удджайне находилась столица царей империи Гупта. Отсюда правил северной Индией великий воин Чандрагупта II. Здесь правил легендарный царь Викрамадитья, живший, как предполагается, в V веке н. э.
В V—VI веках в Удджайне работали крупнейшие астрономы древней Индии: Ариабхата, Варахамихира, Брахмагупта. Через Удджайн было принято проводить нулевой меридиан.
Закат Удджайна как индуистской святыни начался в 1235 году, когда город взял делийский султан Ильтутмыш. Поколения мусульманских правителей владели Удджайном на протяжении пяти столетий.
В 1750 году Удджайн отвоевали маратхи из династии Синдхиев, управлявшие отсюда обширным плато Малва. В 1810 году столица Синдхиев была перенесена в Гвалиор, и политическое значение Удджайна вновь оказалось в тени значения религиозного.

## Достопримечательности
Помимо княжеского дворца, наиболее значительным зданием в городе является шиваистский храм Махакал, впервые возведённый в глубокой древности, разрушенный Ильтутмышем, но впоследствии восстановленный.
Юго-восточнее храма — Янтра-мантар, одна из пяти астрономических обсерваторий, построенных в 1728-1734 годах джайпурским махараджей Савай Джай Сингхом.

## Обычаи
Ежегодно сотни мужчин приезжают в Удджайн, чтобы принять участие в праздновании Экадаши. Это ритуал, в котором коровы топчут людей. На головы коров надевают красочные уборы, прежде чем выпустить на улицы города. Участники фестиваля верят, что их проблемы уйдут и жизнь улучшится, если по ним будут бегать священные коровы. Отмечаются этот фестиваль на следующий день после Дивали в ноябре.